# Arrien
Arrien település Franciaországban, Pyrénées-Atlantiques megyében. Lakosainak száma 198 fő (2022. január 1.). Arrien Sedzère, Eslourenties-Daban, Espéchède, Lombia és Lourenties községekkel határos.

## Népesség
A település népességének változása:
| Lakosok száma | 166  | 177  | 184  | 185  | 187  | 190  | 192  | 200  | 198  |
|               | 2013 | 2015 | 2016 | 2017 | 2018 | 2019 | 2020 | 2021 | 2022 |